# Orlando City SC
Orlando City Soccer Club – amerykański klub piłkarski z Orlando, występujący w Major League Soccer. W latach 2011–2014, przed dołączeniem do MLS, występował w lidze USL Pro.
Klub rozgrywa swoje mecze na Florida Citrus Bowl Stadium w Orlando, do czasu ukończenia budowy Orlando City Stadium. 